# Paraphaenogaster shanwangensis
Paraphaenogaster shanwangensis är en myrart som beskrevs av Hong 1984. Paraphaenogaster shanwangensis ingår i släktet Paraphaenogaster och familjen myror. Inga underarter finns listade i Catalogue of Life.